# Moinho de Água do Pisão
O Moinho de Água do Pisão é um edifício histórico na freguesia de Ameixial, no concelho de Loulé, na região do Algarve, em Portugal.

## Descrição e história
Este moinho é exemplo de uma estrutura tradicional da região, e está situado junto à Ribeira de Corte. Funcionava através da força da água, que movimentava três rodízios ligados aos equipamentos de moagem. O moinho funcionou entre 1836 e 1986.
Na Resolução do Conselho de Ministros n.º 66/2004, de 26 de Maio, que ratificou parcialmente uma alteração do Plano Director Municipal de Loulé e autorizou uma alteração na delimitação da Reserva Ecológica Nacional, aconselha-se que os moinhos do Pisão e de vento da Figueirinha, ambos situados na freguesia do Ameixial, deveriam ser classificados e alvo de obras de recuperação e de valorização, devido ao seu valor como património etnográfico do concelho.